# こうや
こうやは、南海電気鉄道が高野線の難波駅 - 極楽橋駅間で運行する特急列車である。本項では難波駅 - 橋本駅間で運行する特急りんかんについても記述する。

## 運行概況

### こうや
難波駅 - 極楽橋駅間で日中時間帯に平日4往復、土休日8往復（冬季を除く、後述）が、全車両座席指定の4両編成で運行される。下り列車の橋本駅 - 極楽橋駅間（概ね上古沢駅通過時）には、高野山の観光案内放送が流れる（ケーブルカーのものとは内容が若干異なる）。
英語表記は「Ltd. Exp. KŌYA」だが、以前は「SUPER EXPRESS KŌYA」であった（「SUPER EXPRESS」は超特急の対訳であり、新幹線の種別呼称などに用いられている）。
土休日ダイヤでは、極楽橋駅まで乗り入れ可能な特急車（30000系・31000系）3編成全てが稼働するため、冬季閑散期の車両定期検査期間中の土休日には、橋本駅 - 極楽橋駅間を運休し「りんかん」として運転される列車、および全区間運休となる列車がある。

### りんかん
朝および夕夜間に、難波駅 - 橋本駅間で運行される。「こうや」と同様、全車両座席指定で、4両編成の列車と8両編成の列車がある。8両編成の列車は平日朝に1往復のみ運行されている。2000年12月22日までは全列車が4両編成であった。英語表記は「Ltd. Exp. RINKAN」。
大半の列車が橋本駅で極楽橋駅・高野下駅発着の列車との接続に考慮されている。そのため下り列車は急行と同様、列車名の前に「高野山・極楽橋連絡」や「高野下連絡」を冠して案内されることが多い。これにより運行区間内輸送のみならず、「こうや」・快速急行・急行を補完しつつ、橋本駅での接続により高野山へのアクセスも担っている。
前述「こうや」の項にもあるように、特に橋本駅で各駅停車との接続が良好な便においては難波駅 - 極楽橋駅間を「こうや」並みの1時間25 - 30分前後で利用できる便も多い。また河内長野駅で、朝ラッシュ時の上り列車は難波駅行きの急行、夕方ラッシュ時以降の下り列車（一部列車を除く）は林間田園都市駅行きとの接続が考慮されている。
前述の通り、車両定期検査を行う期間の土曜日・休日には「こうや」に代わって運行する列車がある。また、人身事故など列車の運行障害が発生した場合、特急「泉北ライナー」を含む泉北線直通列車同様、優先的に運休または2000系による自由席特急として運行される場合がある。

### こうや・りんかん
2000年12月23日から2015年12月4日まで運行されていた「こうや」と「りんかん」の併結列車。列車案内などでは「こうや・りんかん」（英語表記は「Ltd. Exp. KŌYA & RINKAN」）表記で、難波駅 - 橋本駅間は難波側4両が「りんかん」となる8両編成で運転、橋本駅で増解結し、橋本駅 - 極楽橋駅間は「こうや」単独の4両編成で運転された。列車番号は共通であったが、「りんかん」の号数は「こうや」の号数に80を加えたものであった。
当初は平日1往復のみであったが、2005年10月16日より土休日の下りにも1本運行されるようになった。しかし、2013年10月26日より平日・土休日共に下りのみ1本となり、2015年12月5日のダイヤ変更で廃止された。

### 停車駅
各列車とも共通（前述の通り、「りんかん」は難波駅 - 橋本駅間の運行）
- 難波駅 - 新今宮駅 - 天下茶屋駅 - 堺東駅 - 金剛駅 - 河内長野駅 - 林間田園都市駅 - 橋本駅 - 極楽橋駅
  - 「こうや」設定当初はノンストップであった。その後の停車駅追加は沿革を参照。
  - 橋本駅 - 極楽橋駅は無停車であるものの、単線のため行き違いの関係で交換設備のある駅で運転停車することがある。

### 特急料金
各列車とも共通。大人料金（小児半額・10円未満切り上げ）。
- （難波・新今宮・天下茶屋・堺東）- 極楽橋間：790円
- それ以外の区間（難波 - 橋本、金剛 - 極楽橋の区間内）： 520円

なお、
- サザンの座席指定車およびラピート・泉北ライナーに乗り継ぐ場合は別料金となる。
- 料金の内訳等はこちらを参照。

### 車両・設備

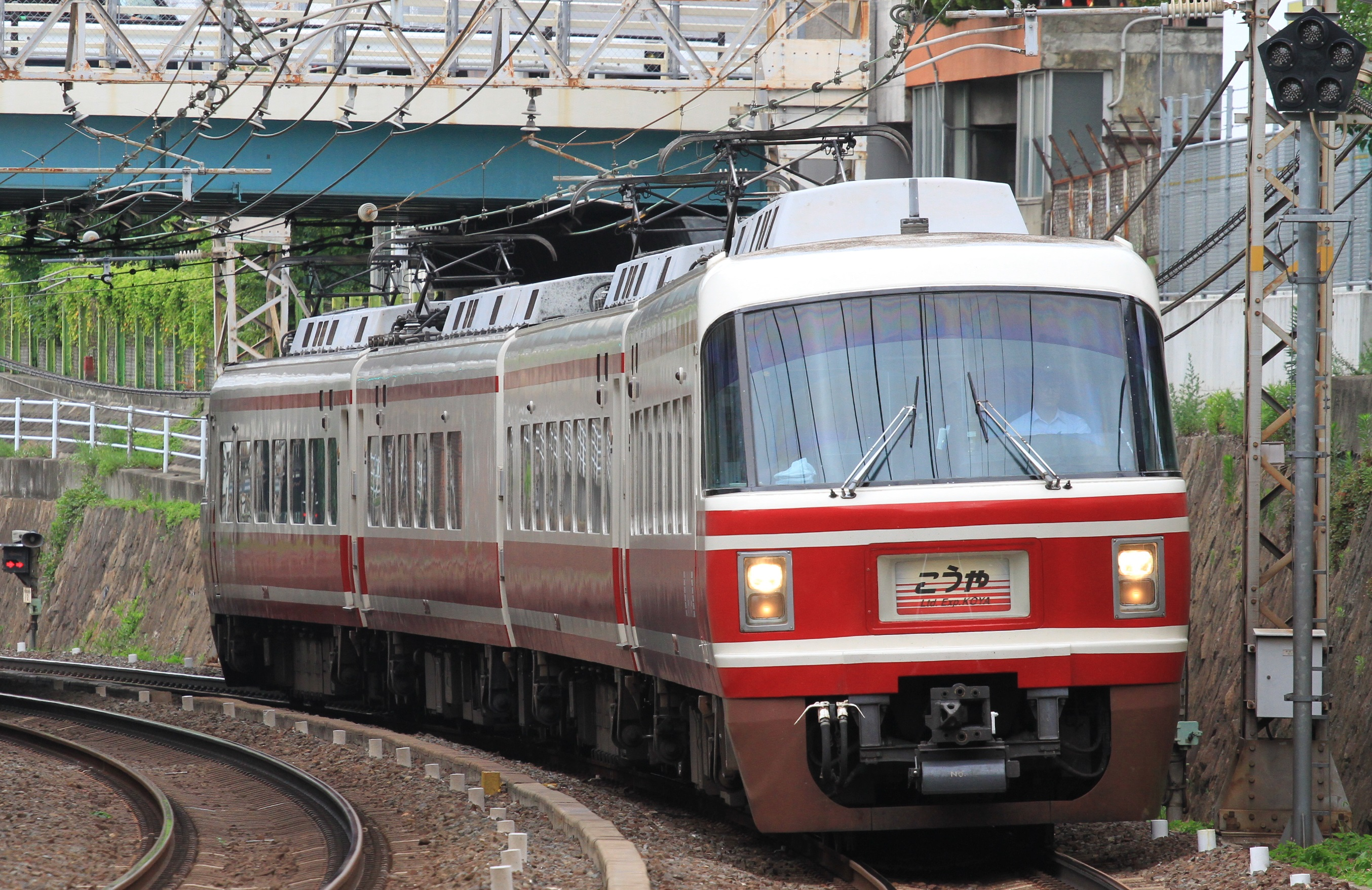
30000系
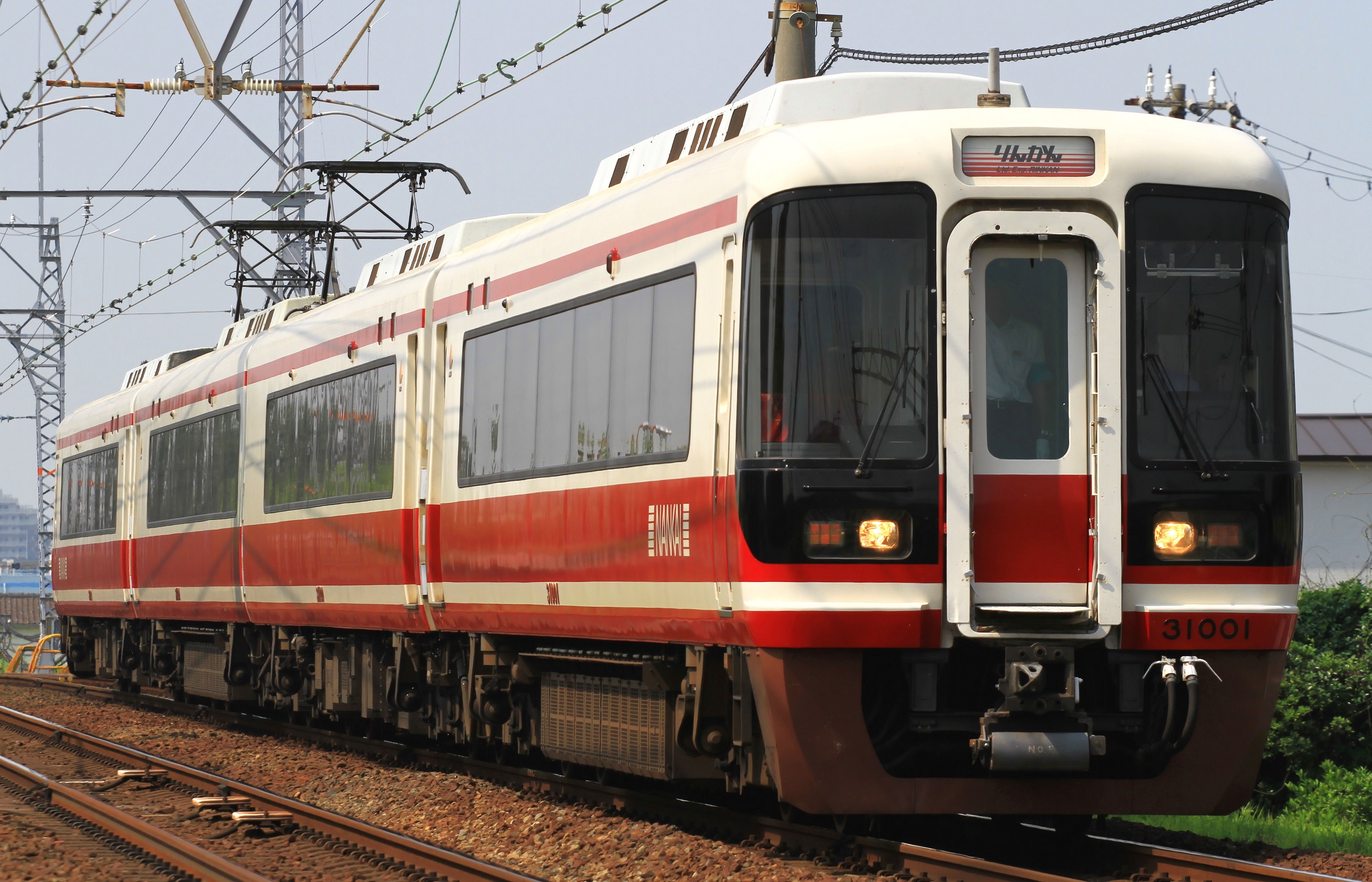
31000系
高野線山岳区間の運転が可能なズームカーであり、いずれも「こうや」・「りんかん」と共通運用。車両数が非常に少なく（30000系は2本、31000系は1本のみ）、予備車は存在しないため、検査時には普段「泉北ライナー」で使用されている11000系を「りんかん」として運用させることで補っている。過去には多客時のみ一般車両の2000系も使用されていた（故障や検査などの緊急時に代走することもある[2]）。この場合、列車愛称を設定せず、特急料金は不要である。
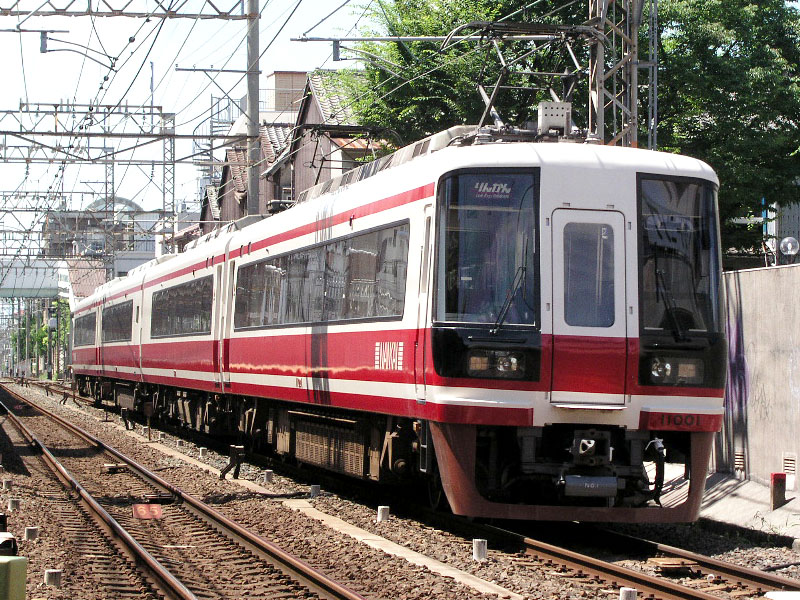
11000系
ズームカーではないため「りんかん」専用となっている。「泉北ライナー」の運用が開始された2015年から2022年まで、および2024年以降は、ズームカーが検査の際に「りんかん」の運用に使用される。その場合「泉北ライナー」は南海本線「サザン」向けの12000系が代走する。
- 12000系
2022年に発生した30000系の脱線事故と、2023年の31000系の定期検査による運用離脱に伴う高野線特急編成不足のため、2023年1月9日夜から約1ヶ月間「りんかん」の一部で代走が行われた[3]。

- 30000系
- 31000系
- 11000系
（画像は31000系に合わせて塗装変更された2代目塗装）

### 歴代専用車両
- 1251形・クハ1900号（1951年 - 1961年）
- 20000系（1961年 - 1985年）

## 沿革
- 1951年（昭和26年）7月7日：「こうや号」運転開始。当初は夏季臨時列車として運転し、列車種別は設けられなかった。また、ノンストップで運行していた[4][5]。
- 1952年（昭和27年）4月1日：「こうや号」が「特急」として運行される[4][5]。
  - 7月19日：座席指定制とし、座席指定料金制定[6]。

この時に「貴賓車」と称された「クハ1900形車両」を連結した専用列車となる。
- 1955年（昭和30年）：停車駅に堺東駅と橋本駅が追加される[5]。
- 1961年（昭和36年）7月5日：「デラックスズームカー」と称された20000系電車に使用車両を変更。
しかし、1本のみしかなかったため、多客期であっても2往復の運用に留まり、臨時列車については21000系電車（扉間クロスシート車）により運行された。また、閑散期にあたる冬季には運休し、車両定期検査を行っていた。
- 1966年（昭和41年）12月1日：新今宮駅の開業に伴い、同駅への停車を開始。
- 1983年（昭和58年）6月26日
  - 30000系電車に交代。河内長野駅への停車を開始[7]。
この車両は2本製作されたことから、通年毎日運行が可能となる。これにより、閑散期2往復、多客期4往復に増発される。また、特急券を購入すれば定期券でも乗車が可能になる。
  - 難波駅 - 橋本駅間に座席指定特急の運行が開始される[7]。
この列車は「H特急」の通称が付いていた。なお、前面方向幕表示は「特急　難波 - 橋本」と上下2段表示で記されていた。
- 1990年（平成2年）7月1日：「H特急」のみ、林間田園都市駅への停車を開始。
- 1992年（平成4年）11月10日：「りんかん」用車両として11000系電車を使用開始[1]。
これにより難波駅 - 橋本駅運転の特急（H特急）を「りんかん」と命名し、金剛駅への停車を開始[1]。同時に「こうや号」は「こうや」に名称を変更し、林間田園都市駅、金剛駅への停車を開始。
- 1999年（平成11年）3月1日：「こうや」・「りんかん」増発用車両として31000系電車の使用を開始。車内販売を廃止。
- 2000年（平成12年）12月23日：「こうや」・「りんかん」が天下茶屋駅に停車。平日ラッシュ時のみ「りんかん」の8両編成での運行、および難波駅 - 橋本駅間において「こうや」と「りんかん」の併結列車の運行を開始。平日の6時台上りと23時台下りに「りんかん」を増発[8]。
- 2001年（平成13年）7月7日：「こうや」運転開始50周年記念イベントを開催。
- 2003年（平成15年）5月31日：「こうや」・「りんかん」の禁煙車を従来より増設。
- 2005年（平成17年）10月16日：「こうや」の発車時刻および編成両数が一部変更に。土休日朝の一部列車が8両編成となる。土休日の昼間時間帯と夕方に「りんかん」増発。
- 2008年（平成20年）11月1日：「こうや」・「りんかん」を増発。
これにより、平日には7時台に下り「りんかん」、3月 - 10月の月・火・金曜日限定で運行する列車をそれぞれ増発。土休日には増発の他に、「りんかん」の一部を「こうや」に変更。
- 2011年（平成23年）9月1日：「こうや」・「りんかん」全列車・全席禁煙を実施[9]。
  - 9月5日 - 10月3日：台風12号による大雨の影響で橋本駅 - 紀伊清水駅間の紀ノ川橋梁において、線路に異常が認められたため、この期間「こうや」は橋本駅止まりになる。（列車の愛称は「こうや」のままである）
- 2013年（平成25年）10月26日：平日夜間に「りんかん」増発。8両編成の列車の一部が4両編成となる[10]。併結列車「こうや・りんかん」が下りのみの運行となる。
  - 12月18日 - 12月25日：平日22-23時台下りの「りんかん」が三日市町駅に臨時停車[11]。
- 2015年（平成27年）3月1日 - 2016年2月：「高野山開創1200年記念大法会」が執り行われるのに伴い、概ね以下の施策を行う[12]。
  - 3月1日から30000系30001編成を「赤こうや」、3月4日から31000系を「黒こうや」、3月23日から30000系30003編成を「紫こうや」としてそれぞれ運行開始（編成ごとに運行期間が異なる）。
  - これを記念して3月1日から、上記の「赤こうや」をデザインした「特急こうや　高野山開創1200年特別仕様　マフラータオル」を難波駅サービスセンター（2階中央改札口）ほかで発売開始。
  - 3月1日から12月23日まで、南海電鉄の列車（一部を除く）に「高野山開創1200年ステッカー」を掲出。
  - 12月5日：「りんかん」用車両11000系電車を同日新設の「泉北ライナー」に充当、「りんかん」は朝の1往復を除き4両編成となる。併結列車「こうや・りんかん」を廃止。
- 2017年（平成29年）8月26日：「泉北ライナー」増発に伴い、11000系電車に泉北12000系電車に準じたラッピングを実施のうえ投入。
  - 10月22日：台風21号の影響により上古沢駅構内で道床流出が発生したため、「こうや」は橋本駅 - 極楽橋駅間で運転を見合わせ、全列車を「りんかん」として運行。
- 2018年（平成30年）3月31日：高野線全線復旧により「こうや」の運転を再開。
  - 11月26日：高野山ケーブルの新製車両導入並びに諸設備の更新工事のため、「こうや」は橋本駅 - 極楽橋間で運転を休止し、全列車を「りんかん」として運行[13]。
- 2019年（令和元年）3月1日：高野山ケーブルの新製車両運行開始と諸設備更新工事完了に伴い、「こうや」の運転を再開。
- 2022年（令和4年）
  - 5月27日：未明に小原田車庫内にて入換中の30000系30001編成が脱線事故を起こしたため[14]、同日より30日まで「こうや」「りんかん」は全列車を運休し、自由席特急を同ダイヤにて運行[2]。特急券は払い戻し措置となった[15]。その後、31日より一部の「こうや」「りんかん」の運転を再開したが、両数を減らして運転したり、一部の列車は引き続き自由席特急で運転することとなった[16][17][18][19]。
  - 11月3日 - 「泉北ライナー」に50000系を投入し、捻出した11000系を充当することで「りんかん」は全列車が運行を再開、あわせて自由席特急は運行を終了[20]。ただし、「こうや」は一部便の運休が続く[21]。
- 2023年（令和5年）4月29日 - 上述の事故で損傷した30000系の修理が完了したため、この日より「こうや」の運行本数を通常に戻す[22][23][24]。11000系の「りんかん」、50000系の「泉北ライナー」での運用は継続[25]。
- 2024年（令和6年）1月20日 - 4 - 11月のみ、土休日の朝に「こうや」下り1本を増発し[26]、上り「りんかん」1本を延長し「こうや」とする。